# Steinkiste von Tangvall
Die Steinkiste von Tangvall (auch Søgne videregående skole genannt) ist eine versetzte Steinkiste aus der frühen Eisenzeit. Sie liegt etwa 80 m vom Runenstein von Søgne südöstlich von Tangvall im Garten des Søgne-Bauernhofs, der eine Hochschule für Landwirtschaft im Fylke Agder im Südwesten von Norwegen ist. 
Die Steinkiste lag ursprünglich unter einer Röse von etwa 18,0 m Durchmesser und 2,0 m Höhe an der Tangvall-Schule. Es gibt nur 12 neolithische Steinkisten (norwegisch Hellekister oder Hellegraver) in Norwegen, während sie in Schweden (über 2000) besonders häufig sind und teilweise von der Trichterbecherkultur (TBK) stammen.
Sie wurde mit den vier kleinen Steinen entlang den Kanten eines Quadrates und dem Ring größerer Steine um die Ränder, aber ohne die Röse rekonstruiert.
Die Steinkiste besteht aus fünf Platten, je zwei kleineren an den kürzeren Seiten und je zwei längeren an den Längsseiten und einem großen Deckstein. Um die Kiste steht der rekonstruierte Ring aus größeren Felsbrocken mit vier deutlich spitzen höheren Steinen, die auf den Achsen liegen. Sie sind etwa 90 cm hoch und 30 cm breit.
Ein Pflaster von der Außenkante des Hügels zur Steinkiste ist nicht original.